# Kalayaan (La Laguna)
Kalayaan es un municipio urbano de 5.ª clase en la provincia de La Laguna, Filipinas. De acuerdo con el censo del año 2000, tiene una población de 19.580 personas en 3.788 viviendas.
Kalayaan tiene forma rectangular, teniendo un suelo accidentado en el lado este, y más plano hacia el oeste. Las mayores elevaciones van de 400 a 418 metros. Aproximadamente tres cuartos del territorio se encuentra a más de 300 metros por sobre el nivel del mar. Los puntos más bajos son de entre 5 y 20 metros, en la parte oeste del municipio, hacia la Laguna de Bay.
Kalayaan se divide políticamente en 3 barangays: Longos, San Antonio y San Juan.
- Datos: Q69771
- Multimedia: Kalayaan, Laguna / Q69771

1. ↑  Worldpostalcodes.org, código postal n.º 4015.